# Chrysothamnus nauseosus
Chrysothamnus nauseosus là một loài thực vật có hoa trong họ Cúc. Loài này được (Pall. ex Pursh) Britton mô tả khoa học đầu tiên năm 1898.